# Štefan Fidlík
Štefan Fidlík, též Štefan Figlík (26. srpna 1871 Trnava – 1951), byl slovenský a československý politik a meziválečný senátor Národního shromáždění ČSR za Komunistickou stranu Československa.

## Biografie
Působil v Rožňavě. Profesí byl stavebníkem v Trnavě.
V parlamentních volbách v roce 1929 získal za Komunistickou stranu Československa senátorské křeslo v Národním shromáždění. Mandát obhájil v parlamentních volbách v roce 1935. V senátu setrval do zrušení mandátu v důsledku rozpuštění komunistické strany v prosinci 1938.
Za slovenského štátu v listopadu 1940 byl zatčen tajnou policií a uvězněn v Ilavě.